# Jamboree mondial de 1957

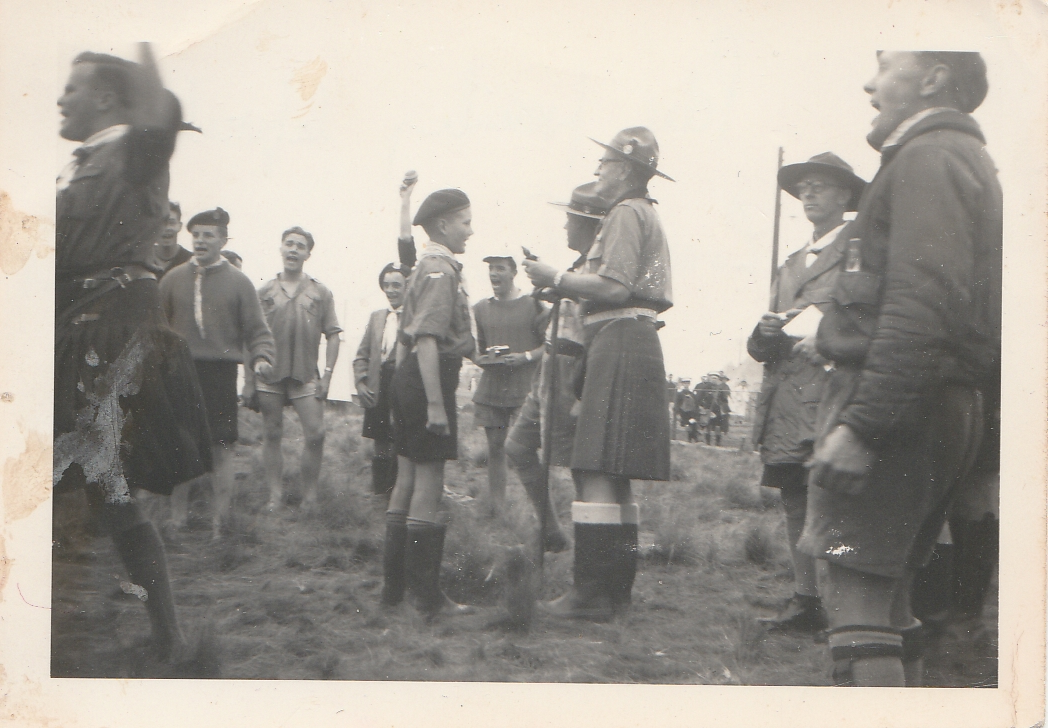
Scouts lors du jamboree mondial de 1957

Le jamboree mondial de 1957 est le neuvième jamboree scout. 
Exceptionnellement il n'a lieu que deux ans après le précédent : c'est le Jamboree du Jubilé célébrant le 50e anniversaire du scoutisme et le 100e anniversaire de la naissance de Baden Powell. 
Il se tient à Sutton Park en Angleterre et rassemble un peu plus de 30 000 scouts venus de 80 pays.

## L'organisation du camp
Le Jamboree s'accompagne du 6e Moot routier (rassemblement des scouts aînés) et du 2d « Indaba » (rassemblement des chefs du monde entier). Une station radio-amateur opère depuis le camp. 
Un obélisque est dressé à Sutton Park pour célébrer cet anniversaire du scoutisme. 